# 1586.
◄ | 15. stoljeće | 16. stoljeće | 17. stoljeće | ►
◄ | 1550-ih | 1560-ih | 1570-ih | 1580-ih | 1590-ih | 1600-ih | 1610-ih | ►
◄◄ | ◄ | 1583. | 1584. | 1585. | 1586. | 1587. | 1588. | 1589. | ► | ►►
Arhitektura • Astronomija • Glazba • Kazalište • Kiparstvo • Knjige • Književnost • Kršćanstvo • Medicina • Politika • Pravo • Promet • Slikarstvo • Znanost

## Smrti
- 28. lipnja – Primož Trubar, slovenski protestantski reformator, pisac i prevoditelj (* 1508.)

## Vanjske poveznice
|  | Zajednički poslužitelj ima još gradiva o temi 1586. |